# Нереа Камачо
Нереа Камачо (ісп. Nerea Camacho; 15 травня 1996, Баланегра, Іспанія) — іспанська акторка. Найбільш відома своєю дебютною роллю в драмі «Каміно».

## Вибіркова фільмографія
- 2008 — «Каміно»[4]
- 2010 — «Три метри над рівнем неба»
- 2011 — «Остання іскра життя»
- 2012 — «Три метри над рівнем неба: Я хочу тебе»

### Телесеріали
- 2016 — «Біла рабиня»[en] (колумбійський серіал[5])
- 2017 — «У диких краях»[en] (мексиканський серіал)